# Szczelina oczodołowa górna

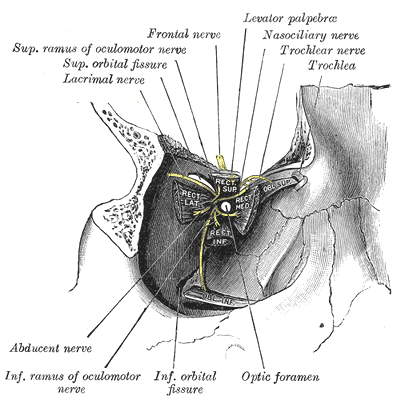
Prawy oczodół. Widoczne nerwy wychodzące ze szczeliny oczodołowej górnej

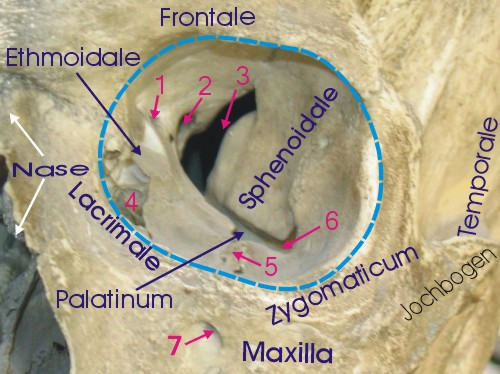
Szczelina oczodołowa górna oznaczona nr 3

Szczelina oczodołowa górna (łac. fissura orbitalis superior) – otwór w czaszce łączący oczodół ze środkowym dołem czaszki. Jest to trójkątny otwór znajdujący się w kości klinowej. Od góry ograniczony jest przez skrzydło mniejsze kości klinowej (ala minor ossis sphenoidalis), bocznie przez skrzydło większe kości klinowej (ala major ossis sphenoidalis). Przyśrodkowe oraz dolne ograniczenie szczeliny stanowi trzon kości klinowej (corpus ossis sphenoidalis). Od boku na wąskim obszarze ogranicza ją także kość czołowa. Nieco ku tyłowi od dolnego brzegu szczeliny oczodołowej górnej znajduje się otwór okrągły. Jest on od niej oddzielony niewielką beleczką kostną. Ponadto część dolna szczeliny łączy się z tylną częścią szczeliny oczodołowej dolnej. W obrębie szczeliny oczodołowej górnej okostna oczodołu przechodzi w blaszkę opony otaczającą zatokę jamistą i w blaszkę opony środkowego dołu czaszki.

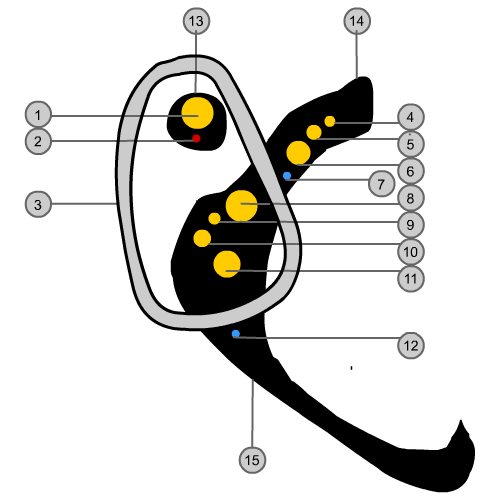
Szczelina oczodołowa górna i dolna oraz kanał wzrokowy; lewy oczodół
1 - nerw wzrokowy
2 - tętnica oczna
3 - pierścień ścięgnisty wspólny
4 - nerw łzowy (V1)
5 - nerw czołowy (V1)
6 - nerw bloczkowy (IV)
7 - żyła oczna górna
8 - górna gałąź nerwu okoruchowego (III)
9 - nerw nosowo-rzęskowy (V1)
10 - nerw odwodzący (VI)
11 - dolna gałąź nerwu okoruchowego (III)
12 - żyła oczna dolna
13 - kanał wzrokowy
14 - szczelina oczodołowa górna
15 - szczelina oczodołowa dolna

## Zawartość
Przez szczelinę oczodołową górną przechodzą ważne struktury anatomiczne, które zmierzają ze środkowego dołu czaszki z zatoki jamistej, leżącej tuż za szczeliną:
- nerw oczny
- nerw okoruchowy
- nerw odwodzący
- nerw bloczkowy
- włókna współczulne splotu jamistego

Ponadto przez szczelinę przechodzą także naczynia:
- żyła oczna górna
- żyła oczna dolna – jej gałąź górna
- tętnica oczna – niestale

Przez szczelinę oczodołową górną mogą także przebiegać:
- gałęzie tętnicy oponowej środkowej
- gałązki końcowe tętnicy szczękowej

Czasami w obręb szczeliny oczodołowej górnej mogą wpuklać się uchyłki zatoki jamistej.